# Sedan (Iowa)
Pour les articles homonymes, voir Sedan (homonymie).
Sedan est une communauté non constituée en municipalité, du comté d'Appanoose en Iowa, aux États-Unis.
Le bureau de poste est inauguré en 1912 et fermé en 1945.
La ville est créée à la jonction de deux voies ferrées.

## Source de la traduction
- (en) Cet article est partiellement ou en totalité issu de l’article de Wikipédia en anglais intitulé « Sedan, Iowa » (voir la liste des auteurs).